# Фирулёв, Владимир Михайлович
Владимир Михайлович Фирулев (23 ноября 1955, Ижевск) — советский биатлонист, советский и российский тренер по биатлону. Бронзовый призёр чемпионата СССР в эстафете (1979). Мастер спорта СССР международного класса, заслуженный тренер России.

## Биография
Окончил Ижевский индустриальный техникум (1975). Выступал за спортивное общество «Зенит» и город Ижевск.
В декабре 1976 года занял 12-е место на соревнованиях «Ижевская винтовка» в индивидуальной гонке и стал серебряным призёром в эстафете в составе сборной Удмуртской АССР, в том же сезоне стал 11-м в спринте на соревнованиях на приз «Олимпия». В феврале 1977 года на чемпионате РСФСР стал чемпионом в эстафете в составе команды Удмуртии, был пятым в индивидуальной гонке и восьмым — в спринте.
На чемпионате СССР 1979 года завоевал бронзовые медали в эстафете в составе сборной общества «Зенит».
По окончании карьеры перешёл на тренерскую работу. По состоянию на 2016 год работает тренером ДЮСШ «Ижсталь» (Ижевск). Награждён званиями «Заслуженный тренер России», «Отличник физической культуры и спорта Российской Федерации», «Заслуженный работник физической культуры Удмуртской Республики», тренер высшей категории. Был личным тренером призёра чемпионатов мира, чемпионки Европы по летнему биатлону Любови Ермолаевой, одним из тренеров призёра чемпионата мира Максима Максимова.